# Тейлор, Джон (поэт)
Джон Тейлор (англ. John Taylor; 24 августа 1578, Глостер — 5 декабря 1653, Лондон) — английский поэт, писатель

, памфлетист, путешественник, военный, предприниматель. Известен, как «Водный поэт» (Water Poet).

## Биография
Начальное образование получил в Глостерской грамматической школе, которую не окончил. В начале 1590-х годов отправился в Лондон, где стал подмастерьем у лодочника, перевозившего жителей через Темзу в Саутворк — к театрам и прочим увеселительным местам. Следующие 50 лет жизни Тейлора связаны с Саутворком, где он жил до начала гражданской войны в Англии, и был членом лондонской Компании Лодочников и Перевозчиков (Company of Watermen and Lightermen), одной из самых больших в лондонском Сити.
Став полноправным членом компании, Тейлор, вероятно, некоторое время был «речным таксистом» — переправлял пассажиров через Темзу на двухвесельной лодке. Лодочники считались резервом английского флота, и в случае большого похода компания проводила мобилизацию подмастерьев и недавно вступивших членов. За последние 10 лет правления Елизаветы I Д. Тейлор, по его словам, участвовал в шестнадцати морских походах. Служил под началом Роберта Деверё, 2-го графа Эссекса и Уолтера Рэли, участвовал во взятии Кадиса (1596), а также в экспедиции на остров Флориш на Азорских островах (1597) в ходе Англо-испанской войны (1585—1604). В этот период времени познакомился с поэтом Джоном Донном.

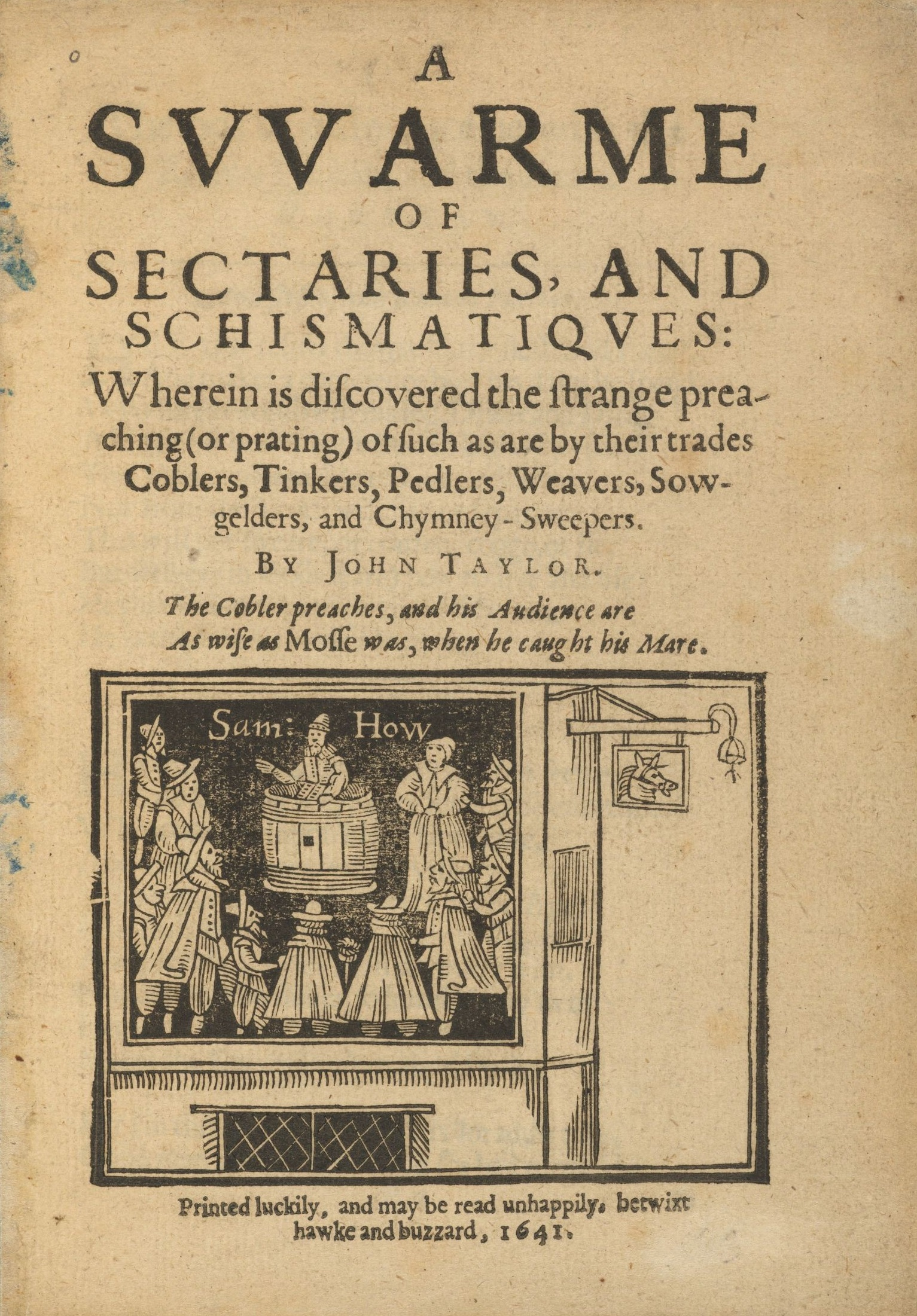
Джон Тейлор. A swarm of sectaries, and schismatiques, wherein is discovered the strange preaching (or prating) of such as are by their trades coblers, tinkers, pedlers, weavers, sow-gelders and chymney-sweepers, 1641

В памфлете «Паломничество без гроша» («Pennilesse Pilgrimage») Тейлор вспоминает, как он и ещё пятнадцать англичан едва не умерли от голода, высадившись на острове Флорише.
В начале XVII века в рядах англо-голландской армии защищал осаждённый испанцами город Остенде во Фландрии.
После окончания испанских войн при короле Англии Якове I с 1605 г. стал служить «бутылочником» (bottleman) под начало коменданта Тауэра, работа его заключалась в том, чтобы, согласно древней привилегии, требовать со всех проходящих по Темзе судов две бутылки вина для коменданта. Эту должность Тейлор сохранял (с перерывами) до 1617 г., описав свое расставание с ней в памфлете «Прощание Тейлора с тауэрскими бутылками» («Taylor’s Farewell to the Tower-Bottles», 1622).
В 1613 г. Тейлор стал одним из 44 Королевских лодочников (King’s/Queen’s Watermen), которые составляли команду королевской баржи на Темзе. В том же году Компания назначила его своим представителем (spokesman), в обязанности которого входило выступать в судах от имени компании и составлять петиции.
Был знаком со многими актёрами, драматургами и литераторами Лондона — Т. Деккером, Т. Хейвудом, С. Дэниелом и др.
В 1612 г. состоялся авторский дебют «водного поэта»: он издал небольшой сборник эпиграмм и посвящений под названием «Гребец, идущий на веслах из Тибра в Темзу, в лодке, нагруженной всякой всячиной» («The Sculler Rowing from Tiber to Thames, with His Boat Laden with a Hotch Potch…»).
в 1614 г. издал сборник сатир «The Nipping and Snipping of Abuses», а в 1615 г. — сборник религиозных стихотворений «Урания Тейлора» («Taylor’s Urania»). Умел писать просто об интересном, имел связи как в Сити, так и при дворе.
Позже освоил новый жанр — «правдивые отчёты» о путешествиях. В 1617 г. Тейлор отправился в Гамбург, в 1618 г. — пешком и без денег в Эдинбург. «Паломничество без гроша», написанное после возвращения в Лондон осенью 1618 г., стало первой удачей Тейлора-предпринимателя. Деньги на путешествие и издание памфлета собрал по подписке, став, таким образом, предшественником современной практики краудфандинга. На «Паломничество без гроша» подписалось, если верить Тейлору, более полутора тысяч человек.
В июле 1619 г. Тейлор на спор отправился в поездку вниз по Темзе в лодке из оберточной бумаги, описав своё путешествие в памфлете «Похвала конопляному семени» («In Praise of Hemp-Seed», 1620). В стихотворном вступлении к этому тексту литератор обращается к памяти великих поэтов Англии, в том числе Шекспира, которые продолжают жить в своих трудах — на бумаге. Джон Тейлор — первый поэт, отметивший в печати смерть Шекспира и Френсиса Бомонта в своём произведении 1620 года «Похвала конопляному семени».
В 1620 г. он поехал в Прагу (Богемия), где правили Фридрих V и его жена Елизавета Стюарт, дочь Якова I.
В 1622—1625 годах Тейлор в гребной лодке с несколькими друзьями путешествовал по каналам и рекам Англии, а также вдоль восточного побережья Англии в Йорк.
В 1630 г. Тейлор издает свои «Труды» («Workes»).
В 1630-е годы он вернулся к активной работе в Компании лодочников — участвовал в промерах глубины Темзы и картографировании мелей, о чём, рассказал читателю в памфлетах. В 1630—1632 и 1638—1640 годах Тейлор входил в совет Компании, пытаясь предотвратить её упадок (лодочники стали проигрывать в конкуренции с сухопутными перевозчиками: «Наши прибыли убегают на колесах», — писал Тейлор). В те же годы он создал ряд памфлетов против католиков и радикальных протестантов. Тейлор был плодовитым писателем и опубликовал в жизни более 150 произведений.
После начала гражданской войны в Англии Компания лодочников раскололась на сторонников короля и Парламента. Роялиста Тейлора лишили сначала должности главного клерка, а потом и членства в компании.
Умер в Лондоне и похоронен в церкви Сент-Мартин-ин-зе-Филдс.
- Эта статья (раздел) содержит текст, взятый (переведённый) из одиннадцатого издания «Британской энциклопедии», перешедшего в общественное достояние.